# Kamehameha I delle Hawaii
Kamehameha I, nato come Kalani Paiʻea Wohi o Kaleikini Kealiʻikui Kamehameha o ʻIolani i Kaiwikapu kaui Ka Liholiho Kūnuiākea e conosciuto anche come Kamehameha il Grande (Kohala, 1758 – Kailua, 8 maggio 1819), è stato il primo re delle Hawaii dal 1795 al 1819.
In patria è ricordato per essere stato il sovrano che ha unificato la maggior parte delle isole dell'arcipelago dando vita a uno stato unitario chiamato Regno delle Hawaii. Alla sua morte gli successe il primogenito Kamehameha II.

## Biografia

### La nascita ed i primi anni
Vi sono differenti versioni sulla nascita di Kamehameha I. Lo storico hawaiano Samuel Kamakau pubblicò un resoconto di tale nascita nella sua opera Ka Nupepa Kuokoa del 1867, che era generalmente accettata sino al 1911. La versione scritta da Kamakau e tradotta in inglese da Fornander venne infatti formalmente cambiata dopo alcune revisioni storiche e ripubblicata da Kamaka Stillman che rigettò gli articoli precedentemente usciti sull'argomento.

#### Parentela
Kamehameha è considerato figlio di Keōua, fondatore della dinastia di Keoua, e di Kekuʻiʻapoiwa II. Keōua e Kekuʻiʻapoiwa erano entrambi nipoti di Keaweʻīkekahialiʻiokamoku, Aliʻi nui delle Hawaii, proveniente dal distretto di Kohala. La genealogia hawaiana denota come Keōua potrebbe non essere stato il padre biologico di Kamehameha, suggerendo al suo posto Kahekili II di Maui. Ad ogni modo, quel che è certo è che Kamehameha era discendente di Keawe per via di sua madre.

#### La nascita e l'infanzia
Il tradizionale canto di Keaka, moglie di Alapainui, indica che Kamehameha nacque nel mese di ikuwā traducibile genericamente col termine inverno o più precisamente forse a novembre. Alapai aveva dato il figlio, Kamehameha, a sua moglie, Keaka, e sua sorella, Hākau, perché se ne prendesse cura. Samuel Kamakau, nei suoi articoli apparsi circa la nascita del sovrano scrisse anni dopo «Fu al tempo delle guerre tra i capi delle Hawaii che seguirono alla morte di Keawe, capo dell'intera isola (Ke-awe-i-kekahi-aliʻi-o-ka-moku) che Kamehameha I nacque.» Anche sull'anno della sua nascita vi sono state diverse variazioni storiografiche.
Nella sua pubblicazione An Account of the Polynesian Race: Its Origins and Migrations, Abraham Fornander scrisse «quando Kamehameha morì nel 1819 aveva passato gli ottant'anni. La sua nascita si potrebbe collocare tra il 1736 e il 1740, probabilmente più la prima data che la seconda.» A brief history of the Hawaiian people di William De Witt Alexander indica l'anno di nascita in The Chronological Table of Events of Hawaiian History come il 1736.
All'epoca della nascita di Kamehameha, Keōua e il suo fratellastro Kalaniʻōpuʻu era al servizio di Alapaʻinui, governante delle Hawaiʻi. Alapaʻinui aveva portato i fratelli alla sua corte dopo la sconfitta dei loro padri nella guerra civile seguita alla morte di Keaweʻīkekahialiʻiokamoku. Keōua morì quando ancora Kamehameha era in giovane età, e pertanto Kamehameha venne allevato alla corte di suo zio, Kalaniʻōpuʻu.

### L'unificazione delle Hawaiʻi

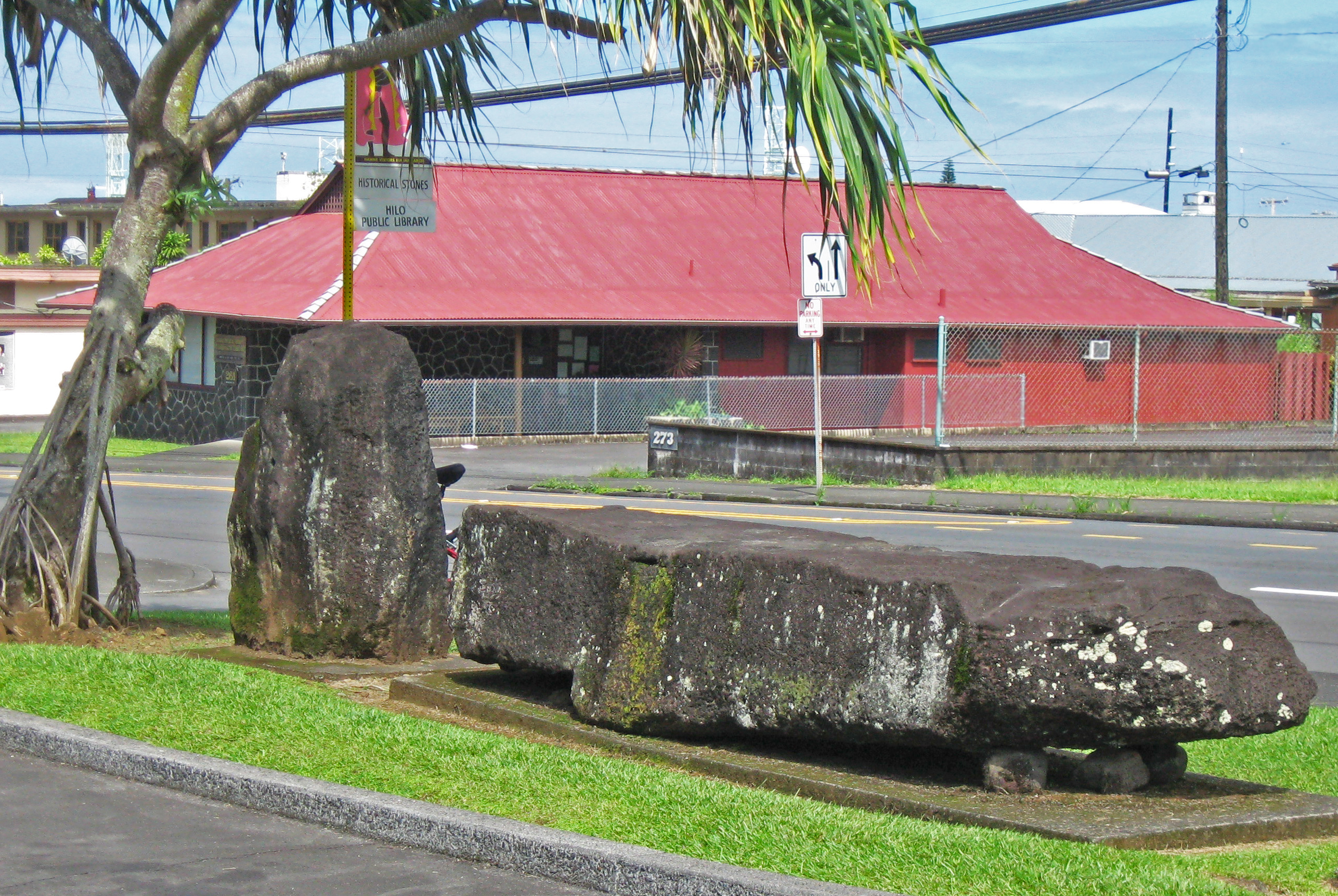
Le pietre di Naha oggi

Un'antica profezia hawaiana prevedeva che un uomo (o un bambino) che fosse riuscito a smuovere la pietra di Naha avrebbe un giorno riunito le isole tutte sotto il suo scettro. Molti avevano tentato di compiere questo miracolo fallendo per quanto fossero tutti naha'’ di alto rango. Kamehameha, che era dato per sfavorito, riuscì a sbaragliare i suoi avversari nella competizione e non solo sollevò la pietra ma la rigirò completamente. Kamehameha si prefisse dunque l'obiettivo di unificare tutte le isole al prezzo di dure battaglie.

#### Le isole delle Hawaii

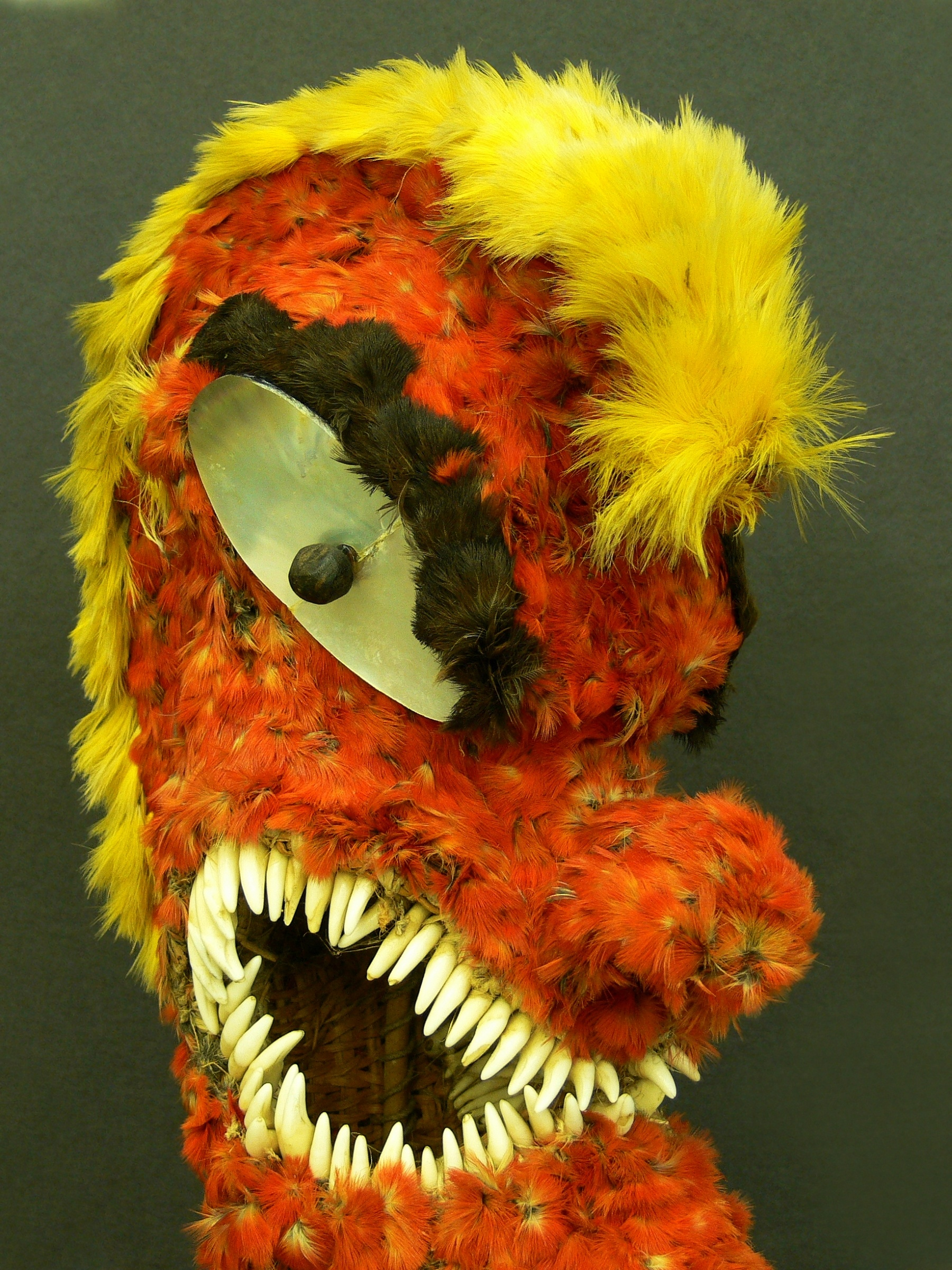
Feticcio del dio Kū-ka-ili-moku donato a Kamehameha I da suo zio Kalaniʻōpuʻu

Allevato alla corte reale di suo zio Kalaniʻōpuʻu, Kamehameha ottenne un posto di rilievo dal 1782, alla morte di Kalaniʻōpuʻu. Mentre la linea regale proseguì col figlio di Kalaniʻōpuʻu, Kīwalaʻō, Kamehameha ottenne invece un'importante posizione religiosa, come tutore del dio della guerra delle Hawaii, Kūkāʻilimoku, nonché quella di governatore del distretto della Valle di Waipio. I sacerdoti sapevano che Kamehameha era stato colui che aveva smosso le pietre come aveva predetto la profezia, ma altri invece sostenevano che tale profezia fosse solo un bluff e continuarono a sostenere sempre più strenuamente Kīwalaʻō nella sua posizione regale. I cinque capi locali che supportarono Kamehameha furono: Keʻeaumoku Pāpaʻiahiahi (suocero e prozio di Kamehameha), Keaweaheulu Kaluaʻāpana (zio di Kamehameha), Kekūhaupiʻo (insegnante dell'arte della guerra di Kamehameha), Kameʻeiamoku e Kamanawa (zii gemelli di Kamehameha). Kīwalaʻō venne presto sconfitto nel primo scontro chiave per l'unificazione delle isole, la battaglia di Mokuʻōhai, dove Kamehameha ed i suoi capi alleati riuscirono a conquistare i distretti di Kohala, Kona e Hāmākua sull'isola delle Hawaiʻi.
Sempre secondo la profezia, l'isola era collegata al semi-continente di Aotearoa; su consiglio della sua moglie favorita Kaʻahumanu intraprese ulteriori scontri per unire il resto delle isole hawaiane. A lui questa volta si allearono mercanti inglesi ed americani che vendettero a Kamehameha fucili e munizioni. Furono questi tra i principali fattori di vittoria di Kamehameha assieme alle forniture quasi illimitate di polvere da sparo che riuscì ad ottenere dal commercio con la Cina e dall'uso della formula zolfo, salnitro e nitrato di potassio insieme a carbone che erano abbondanti sulle isole. Due occidentali che vivevano nelle Hawaii, Isaac Davis e John Young, divennero per matrimonio Ohana ed aiutarono Kamehameha ad addestrare le sue truppe all'uso, al mantenimento ed alla riparazione delle armi da fuoco da poco ottenute.

#### Il massacro di Olowalu
Nel 1789 Simon Metcalfe venne posto al comando del vascello Eleanora mentre suo figlio, Thomas Humphrey Metcalfe, capitanava la Fair American lungo la costa nord-occidentale. Il loro punto di incontro era in quelle che all'epoca erano note come Isole Sandwich (odierne Hawaii). La Fair American venne catturata dagli spagnoli e poco dopo rilasciata presso le Isole San Blas. L'Eleanora giunse nel 1790 e venne accolta dal capo Kameʻeiamoku. Il capo fece qualcosa che arrecò offesa al capitano e per tutta risposta Metcalfe lo colpì con una robusta corda della sua imbarcazione. Poco dopo, mentre era ormeggiato a Honuaula, Maui, una delle scialuppe gli venne rubata dalla popolazione locale. Quando Metcalfe scoprì il fatto, si diresse direttamente verso il villaggio da cui aveva saputo provenire i ladri, chiamato Olowalu. Giunto sulla spiaggia sparò alcuni colpi a salve per richiamare gli abitanti sulla spiaggia dicendo di voler parlare con loro. Quando tutti furono a portata di tiro, la nave aprì il fuoco massacrando più di cento persone. Questo fatto, apparentemente distante dagli eventi dell'unificazione, in realtà acquisì rilevanza quando Kamehameha decise di prendere Metcalfe sotto la sua protezione e permettere alla Eleonora di gettare l'ancora nella Baia di Kealakekua, sfruttando questo pretesto per provocare nuovi scontri con gli altri capi a lui opposti.

#### Maui e Oʻahu

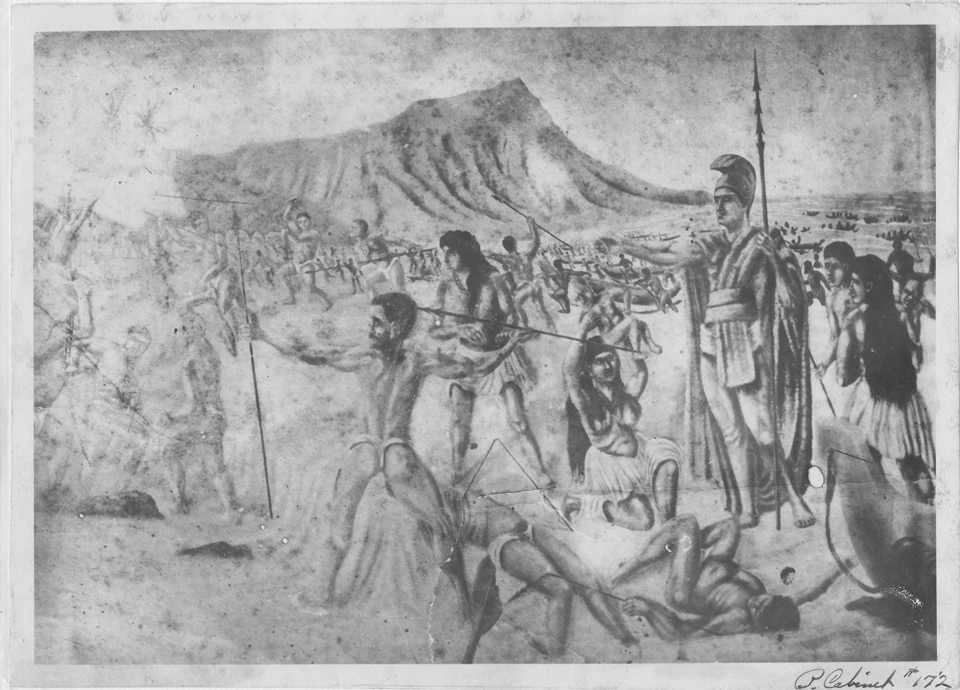
Kamehameha in battaglia coi suoi uomini

Kamehameha si mosse quindi contro il distretto di Puna nel 1790 deponendo il capo locale Keawemauhili. Keōua Kūʻahuʻula, esiliato nella sua casa di Kaʻū, colse l'occasione dell'assenza di Kamehameha per guidare una sommossa contro di lui. Quando Kamehameha tornò col suo esercito riuscì a reprimere la ribellione e Keōua si ritirò presso il vulcano Kīlauea che eruppe improvvisamente uccidendo quasi un terzo dei suoi uomini coi suoi gas venefici.
Quando la Puʻukoholā Heiau venne completata nel 1791, Kamehameha invitò Keōua ad incontrarlo. Keōua decise di mutilarsi prima dell'incontro che sapeva di non poter rifiutare, così da divenire una vittima sacrificale imperfetta se avessero tentato di offrirlo agli dei. Quando invece sbarcò dalla sua imbarcazione, uno dei capi di Kamehameha gli tirò una lancia in pieno petto e lo finì poi con un colpo di moschetto. Colte di sorpresa, le guardie del corpo di Keōua vennero anch'esse uccise sul posto. Con la morte di Keōua e con la cattura dei suoi sostenitori o la loro uccisione, Kamehameha poté finalmente proclamarsi re delle isole Hawaii.
Nel 1795, Kamehameha disponeva di un'armata di 960 canoe da guerra con 10.000 soldati al proprio servizio coi quali si premurò subito di assicurarsi la difesa delle isole di Maui e Molokaʻi con la battaglia di Kawela. L'esercito si spostò dunque sull'isola di Oʻahu, sbarcando truppe a Waiʻalae ed a Waikīkī. Quello che però Kamehameha non sapeva era che uno dei suoi comandanti, l'aliʻi Kaʻiana, aveva abbandonato l'esercito disertando a Kalanikūpule, bloccando i sentieri verso il monte Nuʻuanu Pali; questi sentieri, come quelli che portavano al fortino locale, servivano per raggiungere i cannoni posti a difesa di Kalanikūpule.

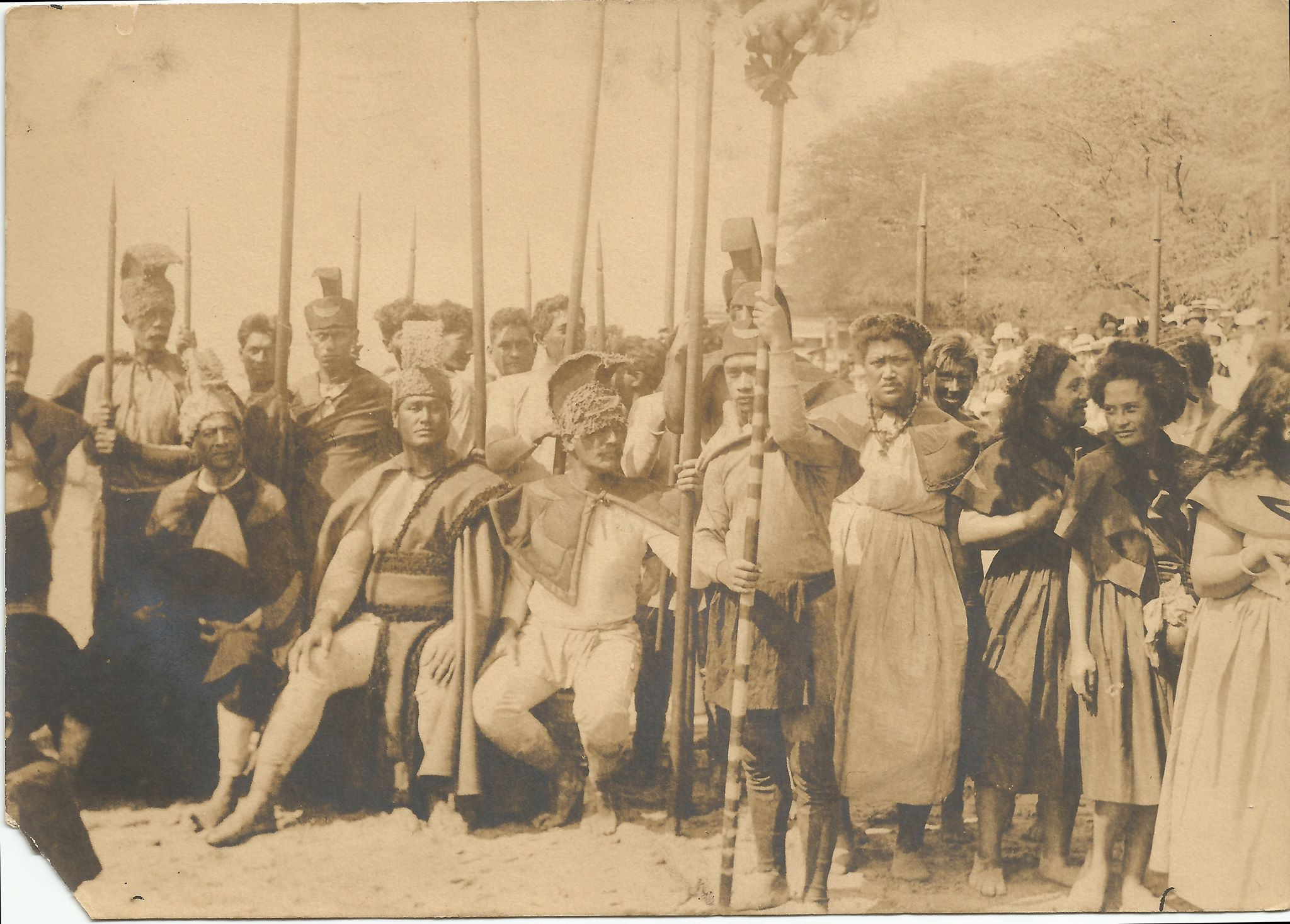
Lo sbarco di Kamehameha I a Waikiki in una ricostruzione storica del 1913

Dopo una serie di schermaglie, le forze di Kamehameha riuscirono a respingere gli uomini di Kalanikūpule ma vennero accerchiati a Pali. Mentre Kamehameha si mosse verso Pali, le sue truppe si trovarono sotto fuoco dei cannoni locali. Disperato, inviò due distaccamenti dei suoi migliori guerrieri a scalare la montagna di Pali e attaccare i cannoni dal retro; questa mossa sorprese i cannonieri di Kalanikūpule e permise di impadronirsi delle armi. Dopo la perdita di questi cannoni, le truppe di Kalanikūpule tentarono un’ultima resistenza ingaggiando la Battaglia di Nuʻuanu. Utilizzando le lance tradizionali hawaiane oltre a moschetti e cannoni, gli uomini del re furono in grado di uccidere quasi tutti i guerrieri di Kalanikūpule. Più di 400 uomini vennero gettati dalle alture di Pali e si contarono più di 1.000 caduti. Kaʻiana venne ucciso sul campo; Kalanikūpule venne catturato e tempo dopo sacrificato a Kūkāʻilimoku.
A Kamehameha restava ora da conquistare il premio più ambito: il cuore del suo popolo. Dopo la vittoria a Nuʻuanu, Kamehameha non solo si prese cura dei suoi guerrieri ma anche di quelli catturati al nemico. Ripristinò completamente l'economia dell'isola di Oʻahu riparandone le strade e impiantando coltivazioni di patata dolce.
Nell'aprile del 1810, Kaumualiʻi, re di Kauai, divenne vassallo di Kamehameha, consacrandolo così quale unico sovrano del dominio unificato delle Hawaii. Molti erano ad ogni modo ancora gli oppositori del nuovo sovrano che complottarono per ucciderlo cercando di avvelenarlo alla festa seguita alla proclamazione a re. Isaac Davis, venuto a sapere di questo complotto, riuscì a evitare una morte certa al sovrano avvertendolo precedentemente.

### Aliʻi Nui delle isole Hawaii

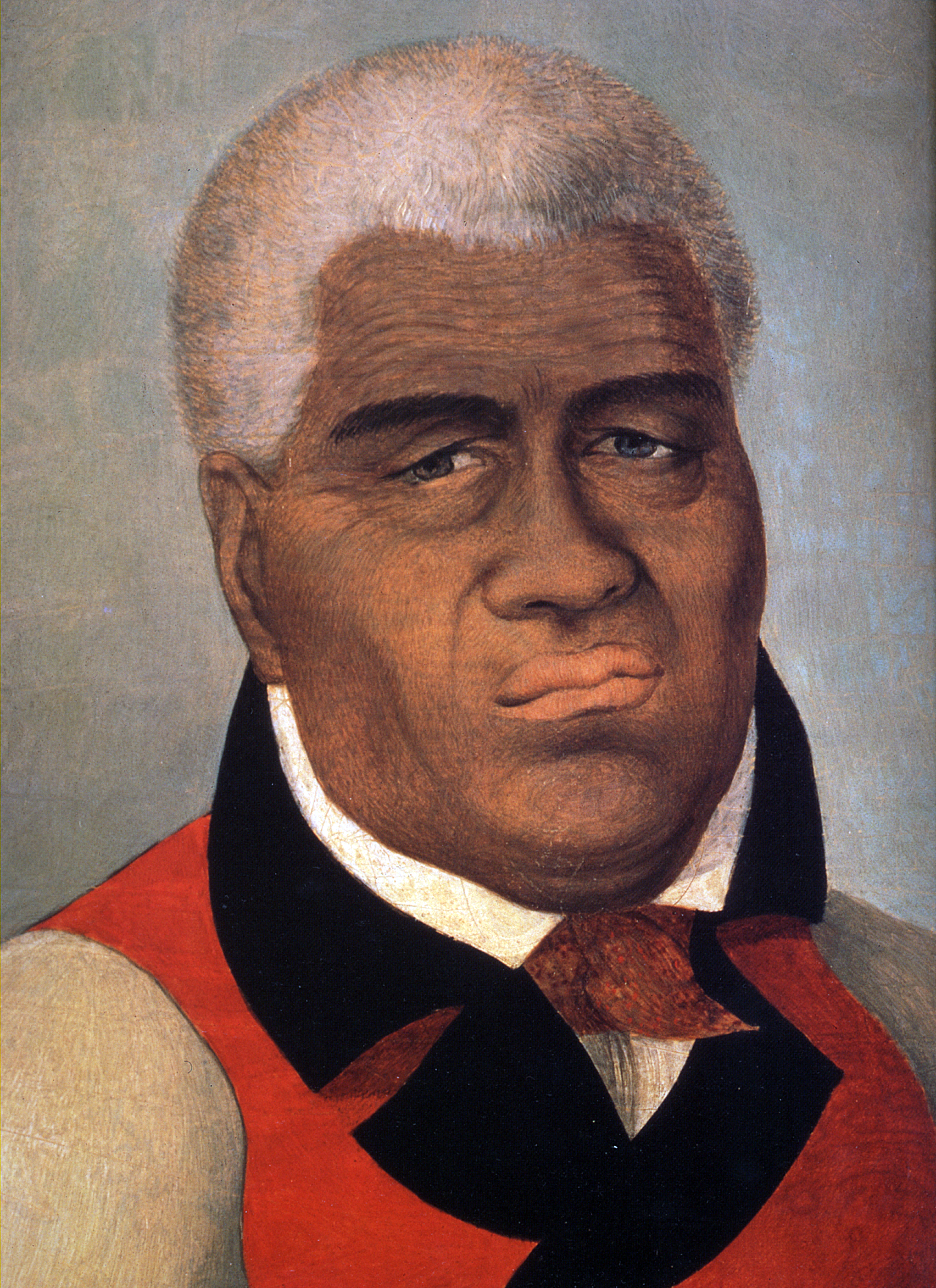
Ritratto di re Kamehameha I in abiti occidentali

Come governante, Kamehameha prese delle assicurazioni per mantenere unito il controllo sulle isole Hawaii anche dopo la sua morte. Egli unificò innanzitutto il sistema legale dei vari ex domini locali ed utilizzò i proventi delle tasse richieste per promuovere il commercio con l'Europa e gli Stati Uniti. Contemporaneamente iniziò ad abbandonare i tradizionali costumi hawaiani ed a uniformarsi al vestiario ed ai costumi europei che tanto ammirava e che sembravano per lui essere il mezzo per vedere la sua monarchia riconosciuta anche da paesi stranieri. Kamehameha non permise ai non-hawaiani di acquistare della terra in loco; questa proibizione rimase in vigore sino al Gran Māhele del 1848. Questo editto venne esplicitato con l'intento di mantenere l'indipendenza dell'isola, mentre altre isole del Pacifico soccombevano alle potenze coloniali.
Le origini della Mamalahoe sono del resto derivate dal periodo precedente l'unificazione delle Hawaii e precisamente al 1782, quando Kamehameha, durante un raid, sbatté un piede contro una roccia. Un pescatore locale, spaventato dal guerriero, lo colpì con una grande padella che però si ruppe. Kamehameha cadde a terra tramortito e questo permise al pescatore di fuggire via. Dodici anni dopo, dopo attente ricerche, il pescatore venne ritrovato e portato davanti a Kamehameha, già presagendo una punizione. Re Kamehameha al contrario si scusò per aver osato attaccare gente innocente, dando al pescatore in dono della terra e lasciandolo andare libero. Nella nuova legge egli dunque dichiarò "Lasciate che ciascuna persona, uomo, donna o bambino che sia, si senta libero di camminare liberamente per la strada in sicurezza".
Young e Davis divennero consiglieri di Kamehameha e fornirono al suo esercito armi avanzate e lo assistettero nei combattimenti. Kamehameha fu inoltre un re molto religioso proprio per la sua devozione al re della guerra Kukaʻ ilimoku. Vancouver notò che Kamehameha adorava dei in immagini di legno in una heiau, ma fu lui per primo a volere che dei missionari cristiani inglesi visitassero le Hawaiʻi.

### Gli ultimi anni

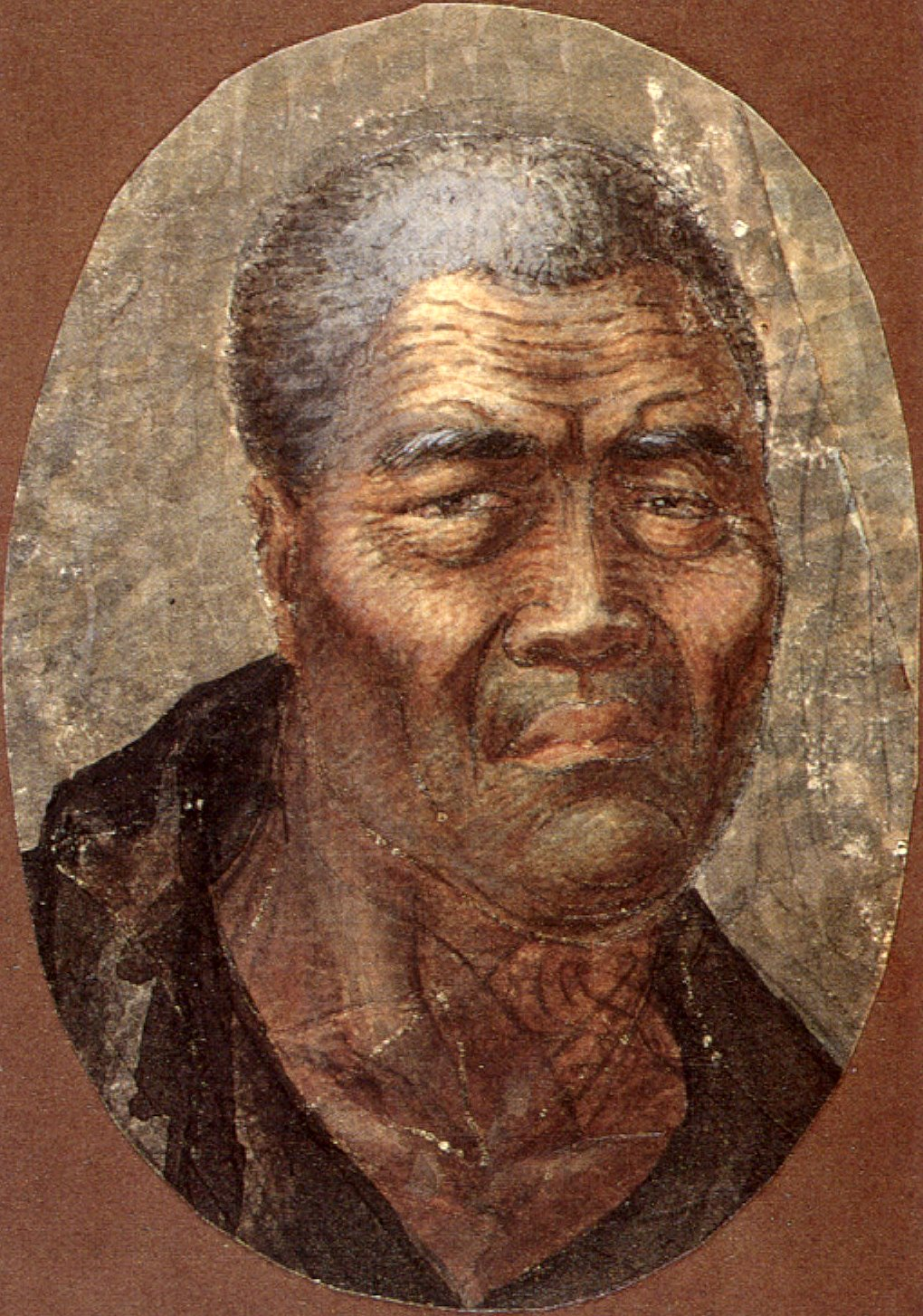
Kamehameha I negli ultimi anni di vita. Ritratto di Louis Choris.

Poco dopo il 1812, Kamehameha trascorse del tempo a Kamakahonu dove fece costruire Kailua-Kona.
Attualmente il sito è occupato dal King Kamehameha's Beach Hotel, ed è il punto d'inizio e fine dell'Ironman World Championship Triathlon.

#### La sepoltura
Quando Kamehameha morì nel 1819, il suo corpo venne nascosto dai suoi amici più fidati, Hoapili e Hoʻolulu, secondo l'antico costume detto hūnākele (letteralmente, "nascondere in segreto"). Si riteneva infatti che il mana, il potere spirituale di una persona, fosse considerato sacro. Perciò il suo corpo venne sepolto in segreto ed ancora oggi il luogo della sua sepoltura rimane sconosciuto. Durante il regno di Kamehameha III, il sovrano chiese a Hoapili di mostrargli dove le fossero sepolte le ossa di suo padre, ma sapendo di essere seguiti, egli disse di non ricordarlo più.

## Matrimonio e figli
Come era usanza dell'epoca, Kamehameha I ebbe diverse mogli e molti figli anche se solo la metà di questi gli sopravvissero.
L'esatto numero è tutt'oggi molto dibattuto dal momento che i documenti che ricordano i nomi delle mogli del sovrano sono andati oggi in gran parte distrutti. Bingham ne ha elencate in totale 21, ma precedenti ricerche condotte da Mary Kawena Pukui ne avevano contate 26. Nel libro Kamehameha's Children Today, gli autori Charles Ahlo e Jerry Walker ne elencano 30; 18 diedero figli a Kamehameha, 12 no. Essi inoltre propongono che il sovrano ebbe in tutto 35 figli, 17 maschi e 18 femmine. Pur avendo avuto comunque molte mogli e molti figli, fu il figlio primogenito maschio avuto dalla moglie di rango più alto, Keōpūolani, che ascese al trono dopo la sua morte. Nel suo libro Ho`omana: Understanding the Sacred and Spiritual, Malcolm Naea Chun è dell'opinione che Keōpūolani personalmente supportò Kaʻahumanu nel porre fine al sistema Kapu (una poligamia tradizionale) così da assicurare che i figli ed i nipoti di Kamehameha avrebbero potuto governare il regno senza contese di successione.

## Albero genealogico
|                                                            |                                   |                                                      | Genitori                                        |  |  | Nonni |  |  | Bisnonni                                           |  |  | Trisnonni                                       |  |
|                                                            |                                   |                                                      |                                                 |  |  |       |  |  | Re Keaweikekahialiʻiokamoku dell'Isola di Hawaii * |  |  | Aliʻi Nui Kanaloaikaiwilena Kapulehu di Oʻahu * |  |
|                                                            |                                   |                                                      |                                                 |  |  |       |  |  | Re Keaweikekahialiʻiokamoku dell'Isola di Hawaii * |  |  | Aliʻi Nui Kanaloaikaiwilena Kapulehu di Oʻahu * |  |
|                                                            |                                   | Regina Keakealaniwahine dell'Isola di Hawaii *       |                                                 |  |  |       |  |  | Re Keaweikekahialiʻiokamoku dell'Isola di Hawaii * |  |  |                                                 |  |
| Principe Keʻeaumoku Nui dell'Isola di Hawaii               |                                   |                                                      |                                                 |  |  |       |  |  | Re Keaweikekahialiʻiokamoku dell'Isola di Hawaii * |  |  |                                                 |  |
|                                                            |                                   | Principessa Kalanikauleleaiwi dell'Isola di Hawaii * | Aliʻi Nui Kaneikaiwilani di Oʻahu *             |  |  |       |  |  |                                                    |  |  |                                                 |  |
|                                                            |                                   | Principessa Kalanikauleleaiwi dell'Isola di Hawaii * | Aliʻi Nui Kaneikaiwilani di Oʻahu *             |  |  |       |  |  |                                                    |  |  |                                                 |  |
|                                                            |                                   | Principessa Kalanikauleleaiwi dell'Isola di Hawaii * | Regina Keakealaniwahine dell'Isola di Hawaii *  |  |  |       |  |  |                                                    |  |  |                                                 |  |
| Aliʻi Nui Keōua Kalanikupuapaʻikalaninui di Kohala         |                                   | Principessa Kalanikauleleaiwi dell'Isola di Hawaii * |                                                 |  |  |       |  |  |                                                    |  |  |                                                 |  |
|                                                            |                                   | Aliʻi Nui Jefe Ku-a-Nuʻuanau di Oʻahu                | Aliʻi Nui Nuʻuanu di Oʻahu                      |  |  |       |  |  |                                                    |  |  |                                                 |  |
|                                                            |                                   | Aliʻi Nui Jefe Ku-a-Nuʻuanau di Oʻahu                | Aliʻi Nui Nuʻuanu di Oʻahu                      |  |  |       |  |  |                                                    |  |  |                                                 |  |
|                                                            |                                   | Aliʻi Nui Jefe Ku-a-Nuʻuanau di Oʻahu                | Aliʻi Nui Kealomako di Kaʻū                     |  |  |       |  |  |                                                    |  |  |                                                 |  |
| Aliʻi Nui Kamakaʻimoku di Oʻahu                            |                                   | Aliʻi Nui Jefe Ku-a-Nuʻuanau di Oʻahu                |                                                 |  |  |       |  |  |                                                    |  |  |                                                 |  |
|                                                            |                                   | Aliʻi Nui Umiula-a-Kaʻahumanu di Kohala              | Aliʻi Nui Mahiolole de Kohala *                 |  |  |       |  |  |                                                    |  |  |                                                 |  |
|                                                            |                                   | Aliʻi Nui Umiula-a-Kaʻahumanu di Kohala              | Aliʻi Nui Mahiolole de Kohala *                 |  |  |       |  |  |                                                    |  |  |                                                 |  |
|                                                            |                                   | Aliʻi Nui Umiula-a-Kaʻahumanu di Kohala              | Aliʻi Nui Kanekukaʻailani di Hilo *             |  |  |       |  |  |                                                    |  |  |                                                 |  |
| Kamehameha I delle Hawaii                                  |                                   | Aliʻi Nui Umiula-a-Kaʻahumanu di Kohala              |                                                 |  |  |       |  |  |                                                    |  |  |                                                 |  |
|                                                            | Aliʻi Nui Kauaua-a-Mahi di Kohala | Aliʻi Nui Mahiolole di Kohala *                      |                                                 |  |  |       |  |  |                                                    |  |  |                                                 |  |
|                                                            | Aliʻi Nui Kauaua-a-Mahi di Kohala | Aliʻi Nui Mahiolole di Kohala *                      |                                                 |  |  |       |  |  |                                                    |  |  |                                                 |  |
|                                                            | Aliʻi Nui Kauaua-a-Mahi di Kohala | Aliʻi Nui Kanekukaʻailani di Hilo *                  |                                                 |  |  |       |  |  |                                                    |  |  |                                                 |  |
| Aliʻi Nui Haʻae-a-Mahi di Kohala                           | Aliʻi Nui Kauaua-a-Mahi di Kohala |                                                      |                                                 |  |  |       |  |  |                                                    |  |  |                                                 |  |
|                                                            |                                   | Principessa Kalanikauleleaiwi dell'Isola di Hawaii * | Aliʻi Nui Kaneikaiwilani di Oʻahu *             |  |  |       |  |  |                                                    |  |  |                                                 |  |
|                                                            |                                   | Principessa Kalanikauleleaiwi dell'Isola di Hawaii * | Aliʻi Nui Kaneikaiwilani di Oʻahu *             |  |  |       |  |  |                                                    |  |  |                                                 |  |
|                                                            |                                   | Principessa Kalanikauleleaiwi dell'Isola di Hawaii * | Regina Keakealaniwahine dell'Isola di Hawaii *  |  |  |       |  |  |                                                    |  |  |                                                 |  |
| Aliʻi Nui Kekuʻiapoiwa II di Kailua-Kona                   |                                   | Principessa Kalanikauleleaiwi dell'Isola di Hawaii * |                                                 |  |  |       |  |  |                                                    |  |  |                                                 |  |
|                                                            |                                   | Re Keaweikekahialiʻiokamoku dell'Isola di Hawaii *   | Aliʻi Nui Kanaloaikaiwilena Kapulehu di Oʻahu * |  |  |       |  |  |                                                    |  |  |                                                 |  |
|                                                            |                                   | Re Keaweikekahialiʻiokamoku dell'Isola di Hawaii *   | Aliʻi Nui Kanaloaikaiwilena Kapulehu di Oʻahu * |  |  |       |  |  |                                                    |  |  |                                                 |  |
|                                                            |                                   | Re Keaweikekahialiʻiokamoku dell'Isola di Hawaii *   | Regina Keakealaniwahine dell'Isola di Hawaii *  |  |  |       |  |  |                                                    |  |  |                                                 |  |
| Principessa Kekelakekeokalani-a-Keawe dell'Isola di Hawaii |                                   | Re Keaweikekahialiʻiokamoku dell'Isola di Hawaii *   |                                                 |  |  |       |  |  |                                                    |  |  |                                                 |  |
|                                                            |                                   | Principessa Kalanikauleleaiwi dell'Isola di Hawaii * | Aliʻi Nui Kaneikaiwilani di Oʻahu *             |  |  |       |  |  |                                                    |  |  |                                                 |  |
|                                                            |                                   | Principessa Kalanikauleleaiwi dell'Isola di Hawaii * | Aliʻi Nui Kaneikaiwilani di Oʻahu *             |  |  |       |  |  |                                                    |  |  |                                                 |  |
|                                                            |                                   | Principessa Kalanikauleleaiwi dell'Isola di Hawaii * | Regina Keakealaniwahine dell'Isola di Hawaii *  |  |  |       |  |  |                                                    |  |  |                                                 |  |
|                                                            |                                   | Principessa Kalanikauleleaiwi dell'Isola di Hawaii * |                                                 |  |  |       |  |  |                                                    |  |  |                                                 |  |

## Nella cultura di massa
Il nome del sovrano ha dato ispirazione alla Kamehameha di Dragon Ball, unito al fatto che il suono della parola ha un significato in giapponese.